# Китайско-финляндские отношения
Финля́ндско-кита́йские отноше́ния — двусторонние дипломатические отношения между Финляндией и КНР. Дипломатические отношения были установлены в октябре 1950 года.

## Торговля
Международные торговые отношения координируют две организации: Финско-китайская торговая ассоциация и Китайский совет по продвижению международной торговли (en:China Council for Promotion of International Trade, CCPIT).
К наиболее активным сферам в торговле между двумя странами относятся экологические средства и информационные технологии.
Крупнейшим финским инвестором в КНР является Nokia.
В 2012—2014 годах концерн Stora Enso планирует инвестировать в строительство картонно-целлюлозного завода в городе Бэйхай на юге Китая 1,6 млрд евро, что будет крупнейшей промышленной инвестицией за всю историю Финляндии.
10 ноября 2017 года было открыто прямое грузовое железнодорожное сообщение между китайским городом Сиань и финским Коувола. Китай субсидирует до 50 % затрат контейнерных поездов, контейнеры находятся во владении Казахстанских железных дорог (КТЖ), а маршрут поезда проходит через Россию и Казахстан. Ряд финских продовольственных компаний (Atria, Valio) высказали заинтересованность в железнодорожных поставках продовольствия в Китай.

## Linux
Операционная система с открытым кодом Linux, разработанная финским инженером Линусом Торвальдсом, играет значительную роль в развитии IT-сектора КНР и промышленного развития страны в целом.
Впервые Linux на 20 дискетах привёз в КНР в 1996 г. профессор Гун Минь, защищавший докторскую диссертацию в Хельсинкском технологическом университете в начале 1990-х гг. Именно этот момент считается началом распространения ПО с открытым кодом в Китае.
Первый в Китае сервер под управлением Linux был запущен в мае 1997 г. в Чанчжоу для домена cLinux.ml.org. К 2008 г. местный китайский дистрибутив этой ОС, Red Flag Linux, являлся обязательным к изучению и использованию в 1000 университетах КНР. Китай рассматривает программное обеспечение с открытым кодом как важный фактор развития страны.

## Туризм
В 2013 году туристы из Китая провели в Финляндии 117 тысяч суток (на 30 % больше, чем в 2012 году). Развитие туристического сектора реализует новые формы привлечения китайских туристов в страну.

## Дипломатические представительства
- Финляндия имеет посольство в Пекине[10], а также генеральные консульства в Гонконге[11] и Шанхае[12]. Чрезвычайный и полномочный посол Финляндии в Китае — Леена-Кайса Миккола.
- Китай имеет посольство в Хельсинки[13]. Чрезвычайный и полномочный посол Китая в Финляндии — Ли Чен.

## События
4—6 апреля 2017 года состоялся официальный визит председателя Китайской Народной Республики Си Цзиньпина в Финляндию. Во время визита был подписан ряд соглашений о сотрудничестве в промышленных сферах (энергоснабжение, лесное хозяйство, транспорт, ИТ-технологии) и в области образования и культуры. Кроме того, были подписаны: договор о намерениях по созданию комитета инновационного бизнеса (председатель Ристо Сииласмаа), договор о сотрудничестве в области права, соглашение о сотрудничестве в сфере охраны панд. Во время визита финской стороной было заявлено о том, что Финляндия и в дальнейшем будет придерживаться политики «единого Китая».
На 14—15 января 2019 года намечен официальный визит президента Финляндии Саули Нийнистё в Китай, где он встретится с председателем КНР Си Цзиньпином. В программу визита входит также встреча с премьером Государственного совета КНР Ли Кэцяном и председателем Постоянного комитета Всекитайского собрания народных представителей Ли Чжаньшу, а также семинар на тему изменения климата.

### Культурные отношения
- Finland China Society